# Paulo Sérgio Prestes
Paulo Sérgio Prestes, meglio noto come Paulão (Monte Aprazível, 15 febbraio 1988), è un ex cestista brasiliano con cittadinanza spagnola.

## Carriera
È stato selezionato dai Minnesota Timberwolves al secondo giro del Draft NBA 2010 (45ª scelta assoluta).
Con il Brasile ha disputato i Giochi panamericani di Rio de Janeiro 2007.